# Красный мост (Чернигов)
Красный мост (укр. Красний міст) — автомобильно-пешеходный мост через реку Стрижень в Чернигове, Украина.

## История
Как свидетельствуют источники, с XVII века на реке Стрижень существовали Архиерейские пруды, направленные на обслуживание мельниц, располагавшихся на соответствующих плотинах. Одна из них — Навозная плотина — имела себе мост, который соединял Столбовой Глуховский путь с Черниговом. Этот переход, вероятно, мог появиться еще в 1660-е годы; по состоянию на 1706 год он уже отмечен на «Абрис черниговском» — самом старом обнаруженном плане города. Весной 1773 года великий паводок размыл плотину. В 1783 году на реке Стрижень возведён новый деревянный мост на сваях; вероятно, что именно его вспоминает А. Шафонский в 1786 году под названием Красный — первое зафиксированное упоминание о названии моста. Протяжённость моста составляла 50 саженей (около 100 м). Сооружение неоднократно ремонтировали и перестраивали. Так, известно, что уже в 1786 году черниговский наместник А. Милорадович потребовал провести капитальный ремонт покрытия проезжей части моста так называемым толстым лесом, вместо принятых в то время фашинника и лозы. В 1885 году наводнение снесло Красный мост. В сжатые сроки он был восстановлен, однако новая высота моста оказалась неудобной для проезда, поэтому в 1900 году были проведены работы по его понижению примерно на метр, на что было затрачено 500 рублей из городской казны. Весной 1911 года очередное наводнение снова разрушило мост; временно основной трафик между территориями города и Застриженья принял на себя нововозведённый Семинарский мост. В конце концов, в течение 1914 — 1916 годов был построен новый мост на железобетонных сваях, включавший три железобетонных прогона с чугунными парапетами вдоль тротуаров.
Во время Второй мировой войны мост получил повреждения, но несмотря на это советские войска по нему вошли в город.
В 1964 году, в связи с открытием троллейбусного движения, по проекту В. Устинова мост был реконструирован и расширен. С обеих сторон добавили бетонные сваи, на которых достроили тротуары; старый мост стал проезжей частью реконструированного.
Современный мост окрашен в красный цвет, имеет отделку из полированного красного гранита и фонари, стилизованные под старину.

## В культуре
- По распространённым легендам, зафиксированым рядом работ этнографов XIX века, на Красном мосту черниговский архиепископ Иоанн Максимович по требованию горожан встретил и отправил крестным знамением в воды Стрижня призрачную карету с так называемым «Черниговским вампиром» — графом Дуниным-Борковским.
- В 1939 году А. Довженко во время работы над фильмом «Щорс» некоторые сцены снял на Красном мосту: в 1919 году, как отмечает советская мемуаристика, именно по нему армия Щорса вошла в город[5][4].